# الطفل سر أمه
الطفل سر أمه (بالتركية: Annenin Sırrıdır Çocuk)‏ هو مسلسل تركي من بطولة إيرم حلواجي أوغلي وأنجين أوزتورك بث في 6 أبريل إلى 15 يونيو 2022.